# Краснохорске Подхрадје
Краснохорске Подхрадје (слч. Krásnohorské Podhradie) насељено је мјесто са административним статусом сеоске општине (слч. obec) у округу Рожњава, у Кошичком крају, Словачка Република.

## Становништво
| Година:    | 1994. | 2004.    | 2014.   | 2024.   |
| ---------- | ----- | -------- | ------- | ------- |
| Број људи: | 2068  | 2476     | 2634    | 2832    |
| Разлика:   |       | +19,72 % | +6,38 % | +7,51 % |

| Година:    | 2023. | 2024.   |
| ---------- | ----- | ------- |
| Број људи: | 2822  | 2832    |
| Разлика:   |       | +0,35 % |

Према подацима о броју становника из 2011. године насеље је имало 2.584 становника.